# Вечерчино (Гадячский район)

Вече́рчино (укр. Вечірчине) — село,
Краснознаменский сельский совет,
Гадячский район,
Полтавская область,
Украина.
Код КОАТУУ — 5320483402. Население по переписи 2001 года составляло 124 человека.

## Географическое положение
Село Вечерчино находится в 1,5 км от села Осняги.
По селу протекает пересыхающий ручей с запрудой.
Рядом проходят автомобильная дорога Т-1705 и 
железная дорога, станция Осняги в 2-х км.

## История
- 1628 — дата основания.